# سیارک ۱۴۱۵۵
سیارک ۱۴۱۵۵ (به انگلیسی: 14155 Cibronen، نامگذاری:1998SK122) چهارده هزار و صد و پنجاه و پنجمین سیارک کشف شده‌است که در ۲۶ سپتامبر ۱۹۹۸ کشف شد.
قدر مطلق سیارک برابر ۱۷.۸ است.